# Élie Gesbert
Élie Gesbert (Saint-Brieuc, Bretanya, 1 de juliol de 1995) és un ciclista francès, professional des del 2016. Actualment corre a l'equip Arkéa-B&B Hotels. En el seu palmarès destaca el Campionat de França en ruta júnior i una etapa al Tour de l'Avenir.

## Palmarès
- 2013
  -  Campió de França en ruta júnior
- 2014
  - 1r als Tres dies de Cherbourg
- 2015
  - Vencedor d'una etapa al Tour de l'Avenir
- 2016
  - Vencedor d'una etapa a la Ronda de l'Isard
- 2017
  - Vencedor d'una etapa al Tour de Bretanya
  - Vencedor d'una etapa al Tour del Llemosí
- 2021
  - Vencedor d'una etapa a la Volta a l'Algarve

### Resultats al Tour de França
- 2017. 85è de la classificació general
- 2018. 86è de la classificació general
- 2019. 78è de la classificació general
- 2021. 61è de la classificació general

### Resultats a la Volta a Espanya
- 2022. 42è de la classificació general
- 2023. 73è de la classificació general